# إميليانو ألبين
إميليانو ألبين (بالإسبانية: Emiliano Albín) هو لاعب كرة قدم أوروغواياني في مركز ظهير ‏، ولد في 24 يناير 1989 في Sauce, Uruguay ‏ في الأوروغواي. شارك مع منتخب الأوروغواي تحت 20 سنة لكرة القدم ومنتخب الأوروغواي تحت 23 سنة لكرة القدم. أما مع النوادي، فقد لعب مع بنيارول وبوكا جونيورز ونادي أروكا.

## وصلات خارجية
- إميليانو ألبين على موقع الاتحاد الدولي (مؤرشف)  (الإنجليزية)
- إميليانو ألبين على موقع قاعدة بيانات كرة القدم.إي يو (الإنجليزية)
- إميليانو ألبين على موقع Soccerway.com (الإنجليزية)
- إميليانو ألبين على موقع عالم كرة القدم.نت (الإنجليزية)
- إميليانو ألبين على موقع أوليمبيديا (الإنجليزية)
- إميليانو ألبين على موقع AS.com (الإسبانية)